# Jorge Edwards
Jorge Edwards Valdés (Santiago, 29 de junio de 1931-Madrid, 17 de marzo de 2023) fue un escritor, crítico literario, periodista y diplomático chileno que contaba también con la nacionalidad española desde 2010.
Miembro de número de la Academia Chilena de la Lengua, fue distinguido con numerosos galardones, entre los que destacan el Premio Nacional de Literatura de Chile 1994 y el Premio Cervantes 1999. 
Edwards era colaborador asiduo de diversos diarios, tanto de Chile (su columna de opinión aparecía cada viernes en La Segunda), como de Argentina (La Nación), de España (El País), de Francia (Le Monde) o de Italia (Corriere della Sera).

## Primeros años de vida
Hijo de Sergio Edwards Irarrázabal y Carmen Valdés Lira, fue el menor de los hermanos Edwards Valdés, familia compuesta por Carmen, Laura, Angélica, Luis Germán y él mismo. Era descendiente directo de José Miguel Carrera, por el lado materno.
Fue educado por los jesuitas en el Colegio San Ignacio, donde fue alumno del padre Hurtado, santo chileno canonizado en 2005. En la revista de dicho colegio publicó sus primeros escritos y fue por entonces que también se aventuró en la poesía.
Estudió Derecho en la Universidad de Chile, donde ingresó en 1950. Dos años más tarde vio la luz su primer libro, una recopilación de cuentos titulada El patio.
Se encontraba casado con Pilar Fernández de Castro Vergara, la pareja tenía dos hijos: Ximena y Jorge.

## Vida pública
En 1954 comenzó su carrera diplomática y, tras realizar un posgrado en Ciencias Políticas en la Universidad de Princeton, Estados Unidos (1959), obtuvo en 1962 su primer nombramiento como secretario de la Embajada de Chile en París. En ese año gana el Premio Municipal de Literatura de Santiago en la categoría cuento con Gente de ciudad.
Al regresar de Francia, donde permaneció hasta 1967, el Ministerio de Asuntos Exteriores lo nombró jefe del departamento para Europa Oriental.
Durante su primera misión diplomática en la capital francesa trabó amistad con Mario Vargas Llosa, Gabriel García Márquez y Julio Cortázar, entre otros. Su nombre está asociado, por tanto, al llamado boom latinoamericano. Después de la publicación de Persona Non Grata su relación con muchos de estos escritores se vio alejada, por ejemplo con Julio Cortázar, quien dijo «ese Jorge Edwards es mi amigo, pero no tengo ganas de verlo».

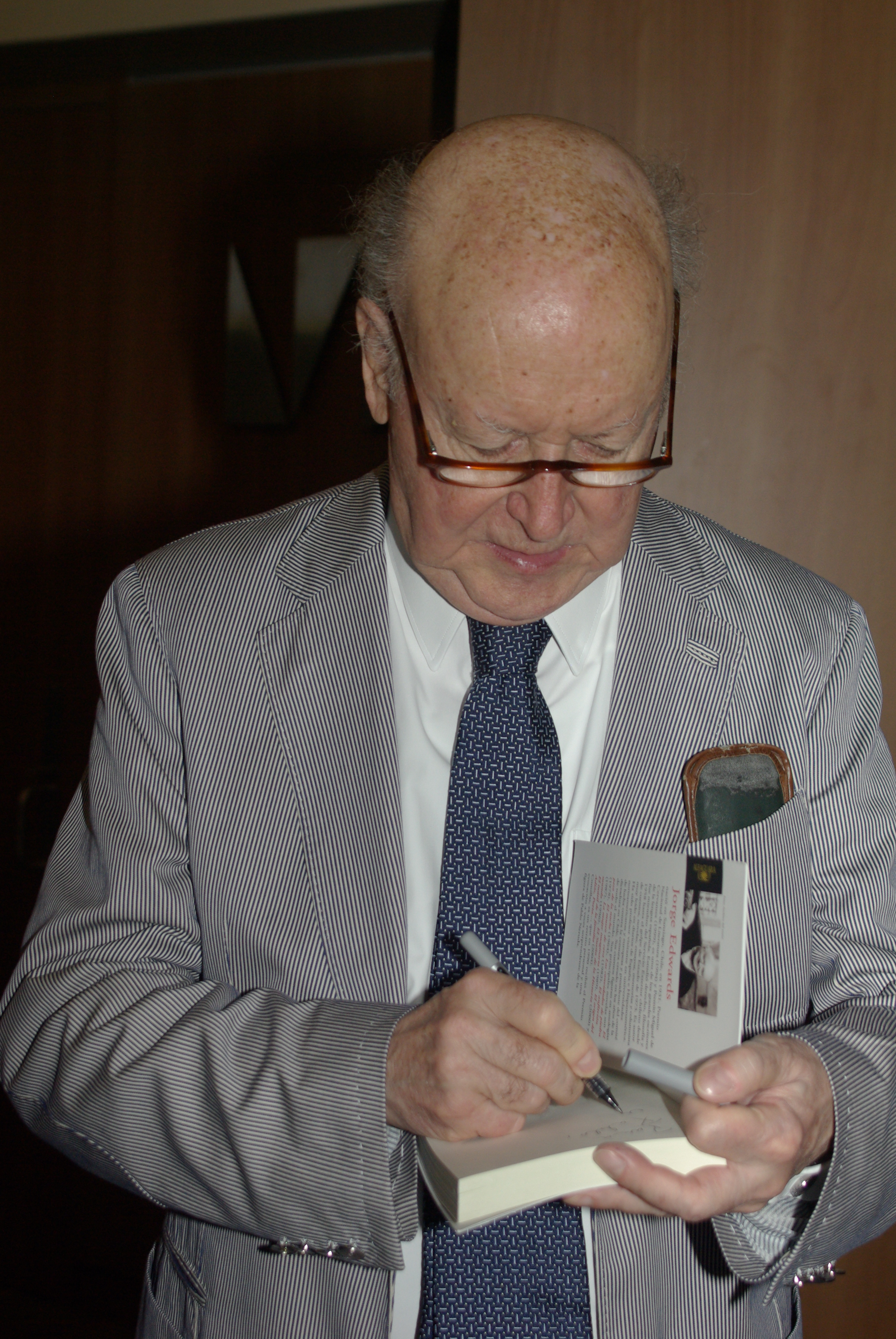
Edwards firmando un autógrafo, en 2013.

En 1971 el gobierno de Salvador Allende lo nombró encargado de negocios en la embajada chilena en la Cuba de Fidel Castro. Fruto de esas experiencias sería su obra Persona Non Grata (1973), en la que realiza una crítica de la sociedad cubana. El libro, que conseguiría el raro mérito de ser prohibido tanto por el gobierno cubano como por el chileno, le granjeó la enemistad de las fuerzas políticas de izquierda y creó una gran polémica entre los escritores latinoamericanos.
A su regreso de Cuba, Edwards fue enviado de nuevo como secretario de embajada a París, donde estaría a las órdenes de Pablo Neruda. Tras el golpe de Estado con Augusto Pinochet a la cabeza, Edwards se vio forzado a abandonar la carrera diplomática. Se exilió en Barcelona, donde trabajaría en la editorial Seix Barral, dedicándose a la literatura y al periodismo.
Edwards volvió en 1978 a Santiago de Chile, donde fue uno de los fundadores y, posteriormente, presidente del Comité de Defensa de la Libertad de Expresión. En 1988 fue uno de los fundadores del movimiento político Independientes por el Consenso Democrático. Restablecida la democracia, el presidente Eduardo Frei Ruiz-Tagle lo nombró embajador ante la Unesco (1994-1996).
En 2010 fue designado embajador en París por el nuevo gobierno de Sebastián Piñera, político al que Edwards había apoyado públicamente durante la campaña electoral, a pesar de que el otro candidato era Eduardo Frei Ruiz-Tagle. En ese mismo año, le fue concedida la nacionalidad española por carta de naturaleza.
En noviembre de 2012 reveló que a los once años fue objeto de abusos sexuales por parte de un sacerdote apellidado Cádiz, cuando estudiaba en el colegio San Ignacio.
A principios de octubre de 2018, en una reunión con figuras tales como Felipe Kast y Hernán Larraín Matte, fichó su militancia en el partido Evolución Política.

## Temática literaria
La temática de Edwards supuso un distanciamiento de la habitual literatura chilena, ya que soslaya el tema ruralista y se centra en los ambientes urbanos y mesocráticos del país. En Chile se le clasifica en la Generación Literaria de 1950.
Ha publicado una docena de novelas en las que ha tratado la decadencia de una familia de clase media (El peso de la noche), el Chile del golpe de Estado de 1973 (Los convidados de piedra), temas relacionados con el arte (La mujer imaginaria) y muchos otros; en varios libros se ha inspirado en personajes reales: Enrique Lihn (La casa de Dostoievsky), Joaquín Toesca (El sueño de la historia), Pablo Neruda (Oh, maligna), María Edwards McClure (La última hermana) o Michel de Montaigne (La muerte de Montaigne). Ha incursionado en todos los géneros, con excepción del teatro: poesía en su temprana juventud, narrativa más tarde (además de novela, tiene varios libros de cuentos), crónica, ensayo y memorias.

## Obras

### Novelas
- El peso de la noche, sobre la decadencia de una familia de clase media, Editorial Seix Barral, Barcelona, 1965
- Los convidados de piedra, ambientada en el golpe de Estado de 1973; Seix Barral, Barcelona, 1978
- El museo de cera, una alegoría política; Bruguera, Barcelona, 1981
- La mujer imaginaria, sobre la liberación de una artista de clase alta en la mediana edad, Plaza & Janés, Barcelona, 1985
- El anfitrión, una recreación moderna del mito de Fausto; Plaza & Janés, Barcelona, 1987
- El origen del mundo, una reflexión sobre los celos, ambientada en París; Tusquets, Barcelona, 1996
- El sueño de la historia, inspirado en la vida del arquitecto italiano Joaquín Toesca, una de cuyas obras es el Palacio de la Moneda en Chile; Tusquets, Barcelona, 2000
- El inútil de la familia, Alfaguara, 2004
- La casa de Dostoievsky, para crear al protagonista de la novela se inspiró libremente en la figura del poeta chileno Enrique Lihn;[10] Planeta, 2008
- La muerte de Montaigne, Tusquets, Barcelona, 2011
- El descubrimiento de la pintura, escrita en 2011 e inspirada en un tío pintor;[11] Mondadori, 2013
- La última hermana, Acantilado, Barcelona, 2016
- Oh, maligna, sobre el amor entre Pablo Neruda y la birmana Josie Bliss; Acantilado, Barcelona, 2019.

### Cuentos

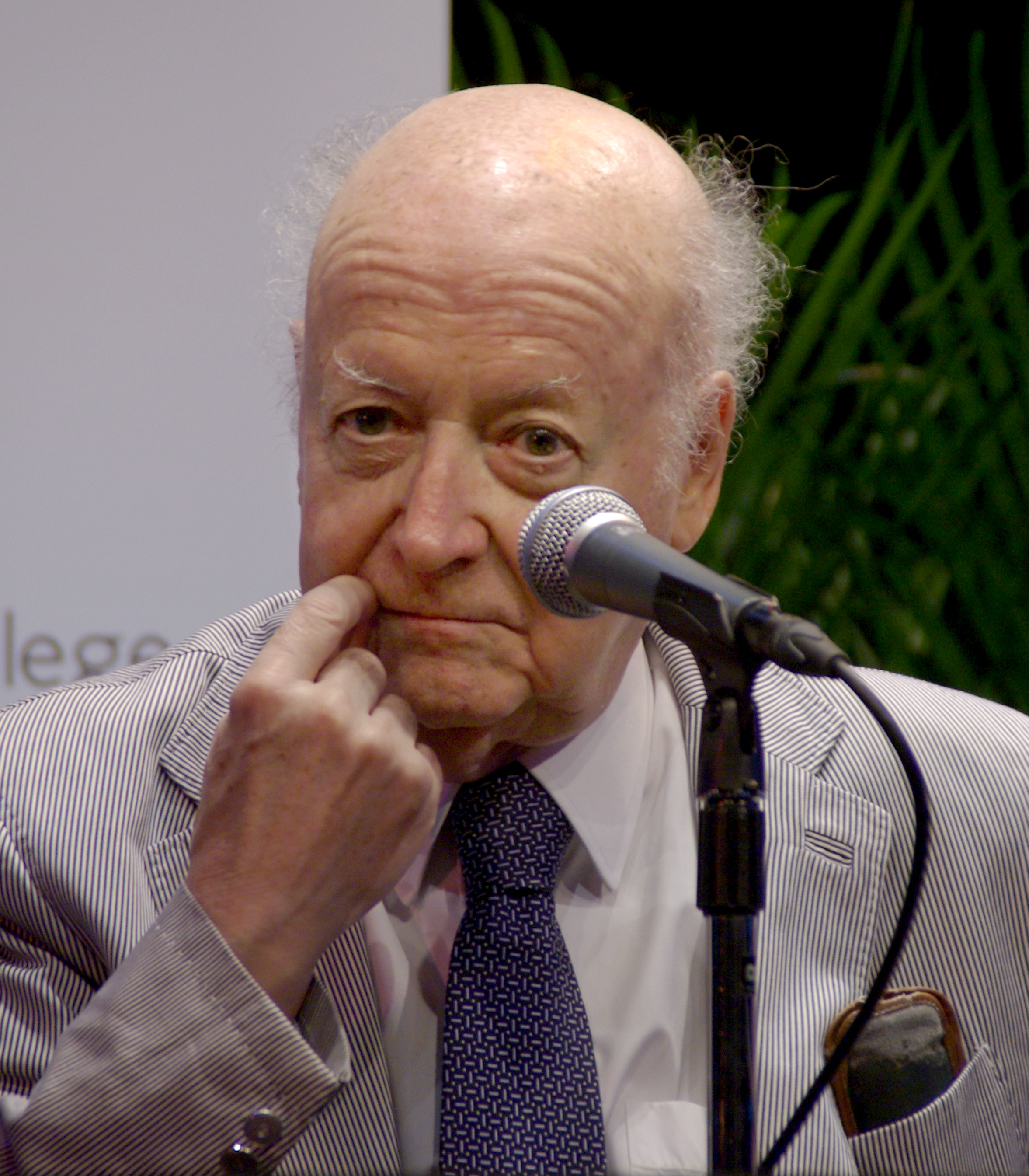
Edwards en la Feria Internacional del Libro de Miami de 2013

- El patio, 1952; contiene ocho cuentos:
  - «El regalo»; «Una nueva experiencia»; «El señor»; «La virgen de cera»; «Los pescados»; «La salida»; «La señora Rosa» y «La desgracia»
- Gente de la ciudad, 1961; contiene ocho cuentos:
  - «El funcionario»; «El cielo de los domingos»; «Rosaura»; «A la deriva»; «El fin del verano»; «Fatiga»; «Apunte» y «El último día»
- Las máscaras, 1967; contiene ocho cuentos:
  - «Después de la procesión»; «La experiencia»; «Griselda»; «Adiós Luisa»; «Los domingos en el hospicio»; «Los zulúes»; «Noticias de Europa»; «El orden de las familias»
- Fantasmas de carne y hueso, 1992; contiene ocho cuentos:
  - «La sombra de Huelquiñur»; «El pie de Irene»; «Creaciones imperfectas»; «Cumpleaños feliz»; «La noche de Montparnasse»; «El amigo Juan»; «Mi nombre es Ingrid Larsen» e «In memoriam»
- La inmortalidad de los relojes y otros cuentos, 2015; contiene seis cuentos:
  - «Manterola y Williamson»; «La inmortalidad de los relojes»; «Longotoma»; «El botero de Don Claudio»; «Después de la procesión»; «El orden de las familias»

### Obra periodística
- El whisky de los poetas, 1997
- Diálogos en un tejado: crónicas y semblanzas, 2003
- Prosas inflitradas, columnas y ensayos; Reino de Cordelia, Madrid, 2017

### Selecciones, antologías
- Temas y variaciones: antología de relatos, 1969, ed. de Enrique Lihn
- Cuentos completos, 1990

### Otros
- Persona non grata, testimonio sobre sus experiencias como embajador chileno en Cuba; Barral Editores, Barcelona, 1973.
- Desde la cola del dragón, ensayo, 1977
- Adiós poeta: Pablo Neruda y su tiempo, biografía del premio Nobel chileno, 1990
- Machado de Assis, 2002, sobre el escritor brasileño
- La otra casa: ensayos sobre escritores chilenos, 2006
- Los círculos morados, memorias, Lumen, 2012
- Esclavos de la consigna, memorias, Lumen, 2018

## Premios y distinciones
- Premio Municipal de Literatura de Santiago 1962, categoría Cuento, por Gente de la ciudad
- Premio Atenea 1965, de la Universidad de Concepción, por El peso de la noche
- Premio Pedro de Oña 1969 por el El Peso de la noche
- Premio Municipal de Literatura de Santiago 1970, categoría Cuento, por Temas y variaciones
- Premio de Ensayo Mundo 1977 por Desde la cola del dragón
- Beca Guggenheim 1979
- Caballero de la Orden de las Artes y Letras, Francia, 1985
- Premio Comillas 1990 (editorial Tusquets, España) por Adiós, poeta
- Premio Municipal de Literatura de Santiago 1991, categoría Ensayo,  por Adiós, poeta
- Premio Atenea 1994 de la Universidad de Concepción por Fantasmas de carne y hueso
- Premio Nacional de Literatura 1994
- Premio Cervantes 1999
- Caballero de la Legión de Honor, Francia, 1999
- Orden al Mérito Gabriela Mistral 2000
- Finalista del Premio Altazor 2005 con El inútil de la familia
- Premio José Nuez Martín 2005 (Chile) por El inútil de la familia
- Premio Planeta-Casa de América 2008 por La casa de Dostoievsky
- Premio de Letras de la Fundación Cristóbal Gabarrón 2009, Valladolid, España
- Premio ABC Cultural & Ámbito Cultural de El Corte Inglés, 2010, de manos de sus directores, Fernando Rodríguez Lafuente y Ramón Pernas.
- Premio González Ruano de Periodismo en 2011.
- Gran Cruz de la Orden de Alfonso X el Sabio 2016.[12]